# Bolívar (stato)

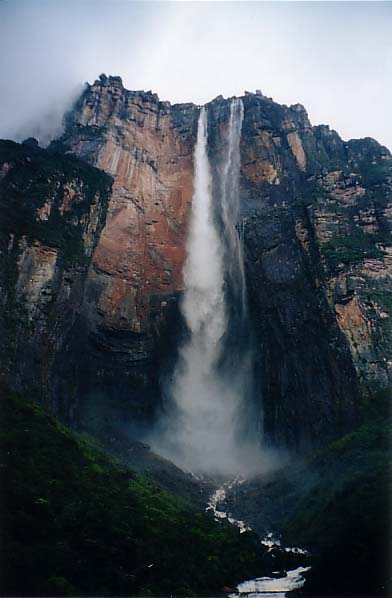
Il Salto Angel, la più alta cascata del mondo.

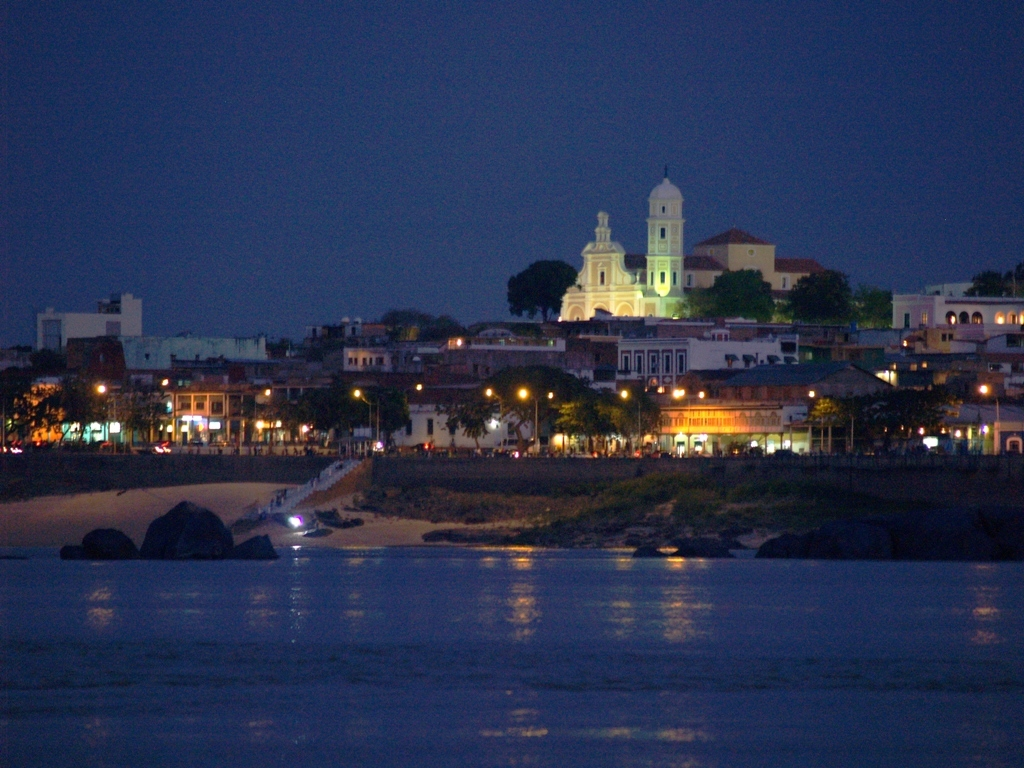
La capitale Ciudad Bolívar, nota per l'architettura coloniale.

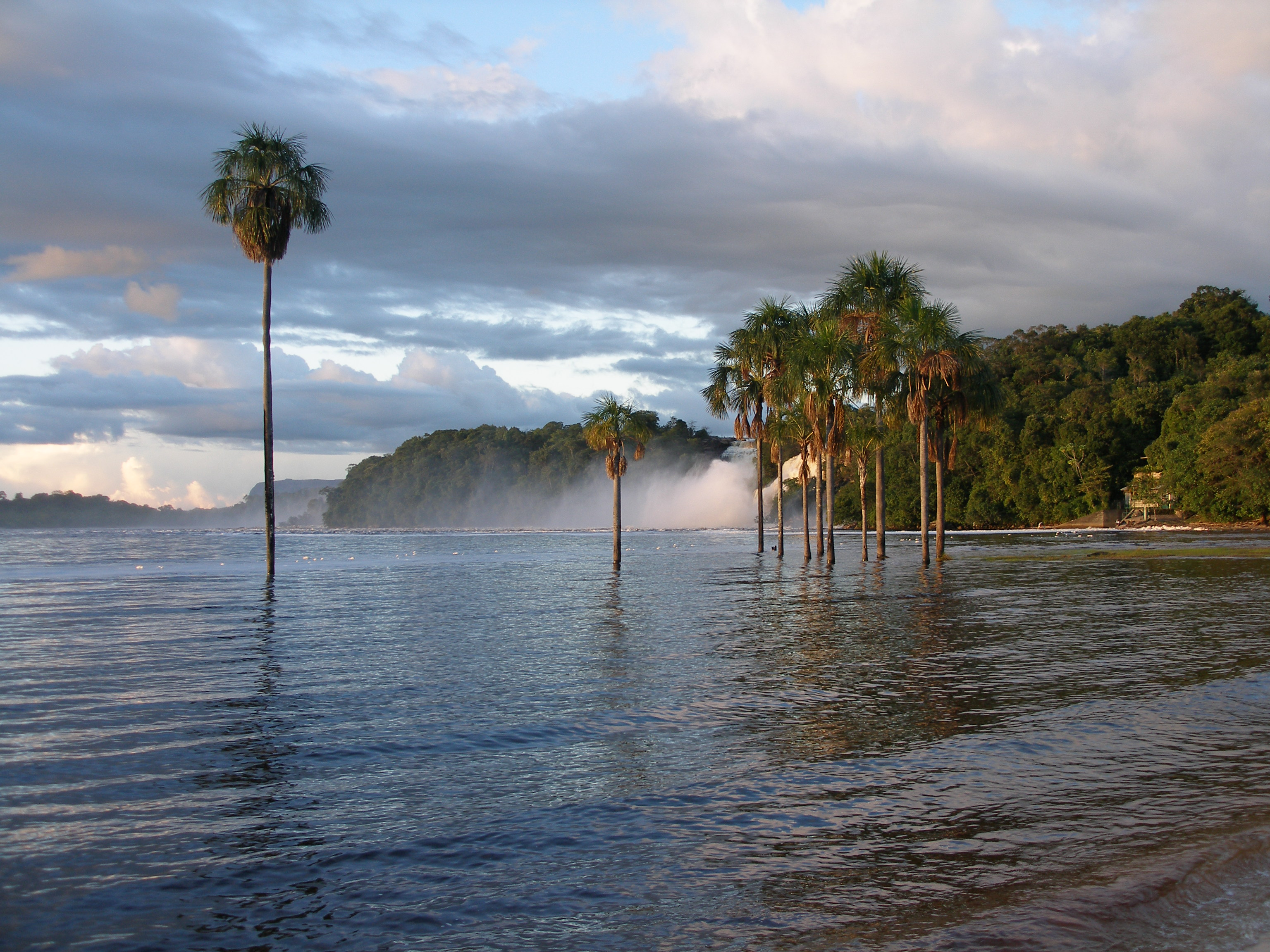
Il Parco Nazionale di Canaima a sud-est dello Stato.

Lo Stato di Bolívar è uno dei 25 Stati federati del Venezuela. È situato nella parte sud-orientale del Paese.

## Geografia
Confina a nord con il fiume Orinoco che lo separa dagli Stati di Delta Amacuro, Monagas, Anzoátegui e Guárico, a sud con il Brasile e lo Stato di Amazonas (Venezuela), a est con gli Stati di Delta Amacuro e la zona contesa fra Guyana e Venezuela e a ovest con gli Stati di Apure e Amazonas. Forma, con quest'ultimo Stato e con il Delta Amacuro, una macroregione conosciuta come Guayana venezuelana.
La città più popolosa è Ciudad Guayana situata nella parte settentrionale del paese con oltre 620 000 abitanti.
Il Bolívar è il più esteso fra gli Stati del Venezuela comprende infatti il 26% dell'intero territorio del paese.
Il territorio è molto ricco di fiumi, oltre all'Orinoco il fiume più importante è il fiume Caronì dal quale è ricavata la gran parte dell'energia elettrica nazionale. 
Nello Stato si trovano abbondanti giacimenti di ferro e bauxite.

## Storia
Il territorio dell'attuale stato prima era parte della Provincia di Guayana, provincia dell'Impero spagnolo (dal 1585) e successivamente del Venezuela (fino al 1864, quando le Province del Venezuela sono state sostituite dagli Stati del Venezuela, a seguito della guerra federale).

## Amministrazione

### Comuni e capoluoghi
Bolívar è suddiviso in undici municipalità (municipios), riportate di seguito con i loro centri amministrativi, le aree e le popolazioni:
|     | Municipalità (municipios) | Capoluogo amministrativo | Superficie (km2) | Popolazione (Censimento 2011) | Stima della popolazione (30 giugno 2016) |
| --- | ------------------------- | ------------------------ | ---------------- | ----------------------------- | ---------------------------------------- |
| 1.  | Angostura                 | Ciudad Piar              | 56,916           | 40,927                        | 52,205                                   |
| 2.  | Caroní                    | Ciudad Guayana           | 1,612            | 704,585                       | 892,269                                  |
| 3.  | Cedeño                    | Caicara del Orinoco      | 46,020           | 67,000                        | 101,800                                  |
| 4.  | El Callao                 | El Callao                | 2,223            | 21,769                        | 25,338                                   |
| 5.  | Gran Sabana               | Santa Elena de Uairén    | 32,990           | 28,450                        | 37,930                                   |
| 6.  | Heres                     | Ciudad Bolívar           | 5,851            | 342,280                       | 414,154                                  |
| 7.  | Padre Pedro Chien         | El Palmar                | 2,275            | 15,488                        | 18,376                                   |
| 8.  | Piar                      | Upata                    | 15,900           | 98,274                        | 124,476                                  |
| 9.  | Roscio                    | Guasipati                | 6,182            | 21,750                        | 27,226                                   |
| 10. | Sifontes                  | Tumeremo                 | 24,393           | 50,082                        | 62,798                                   |
| 11. | Sucre                     | Maripá                   | 46,166           | 20,359                        | 24,327                                   |
|     | Totale                    | Ciudad Bolívar           | 240,528          | 1,410,964                     | 1,780,899                                |

## Luoghi di interesse
- Zona storica of Ciudad Bolívar
- Parco nazionale di Canaima
- Gran Sabana
- Salto Angel
- Roraima
- Sarisariñama
- Kavanayén
- Santa Elena de Uairen
- Cerro Bolívar (grande miniera di ferro)
- Río Caroní

## Popolazione

### Razza ed etnia
Secondo il censimento del 2011, la composizione razziale della popolazione era:
| Composizione razziale | Popolazione | %    |
| --------------------- | ----------- | ---- |
| Meticci venezuelani   | N.D.        | 55.1 |
| Bianchi               | 646.059     | 39.2 |
| Razza nera            | 67.573      | 4.1  |
| Altra razza           | N.D.        | 1.6  |